# Reftele landskommun
Reftele landskommun var en tidigare kommun i Jönköpings län.

## Administrativ historik
När 1862 års kommunalförordningar trädde i kraft den 1 januari 1863 inrättades i Sverige cirka 2 400 landskommuner samt 89 städer och ett mindre antal köpingar. Då inrättades i Reftele socken i Västbo härad i Småland denna landskommun.
Vid kommunreformen 1952 bildade den storkommun genom sammanläggning med de tidigare landskommunerna Kållerstad och Ås.
1971 ombildades landskommunen till Reftele kommun som 1974 upplöstes och området fördes till Gislaveds kommun.
Kommunkoden 1952–73 var 0623.

### Kyrklig tillhörighet
I kyrkligt hänseende tillhörde kommunen Reftele församling. Den 1 januari 1952 tillkom Kållerstads församling och Ås församling. Sedan 2014 omfattar Västbo S:t Sigfrids församling samma område som Reftele landskommun.

## Geografi
Reftele landskommun omfattade den 1 januari 1952 en areal av 280,73 km², varav 264,79 km² land. Efter nymätningar och arealberäkningar färdiga den 1 januari 1957 omfattade landskommunen den 1 november 1960 en areal av 279,14 km², varav 261,35 km² land.

### Tätorter i kommunen 1960
I Reftele landskommun fanns tätorten Reftele, som hade 1 027 invånare den 1 november 1960. Tätortsgraden i kommunen var då 30,4 procent.

## Politik

### Mandatfördelning i valen 1938–1970
| 6 | 16 | 2 |  |

| 25 |

| 5 | 2 | 15 |  | 2 |

| 22 |

| 6 |  | 15 | 2 |  |

| 21 | 4 |

| 7 | 20 | 5 | 3 |

| 30 | 5 |

| 8 | 18 | 5 | 4 |

| 31 |

| 7 | 3 | 17 | 4 | 4 |

| 31 |

| 9 | 17 | 5 | 4 |

| 31 |

| 8 | 18 | 5 | 4 |

| 31 |

| 8 | 18 | 3 | 2 | 4 |

| 31 |